# やまねこ (曲)
『やまねこ』は、中島みゆきの20作目のシングル。1986年11月21日にキャニオン・レコードよりリリースされた。

## 解説
14作目のオリジナルアルバム『36.5℃』からわずか9日後にリリースされたシングルで、2曲ともに同アルバムからシングルカットされた曲である。
「シーサイド・コーポラス」は、過去に実在した同名のアパートからタイトルを拝借した。中島は「取り壊しが決まったので、早く発表したかった」と語っている。1コーラスのみであったアルバムバージョンに加え、2番の歌詞が追加されている。また、シングルバージョンの最後には、中島「こんなもんでどうかな?」、男性「うん!」、中島「うん!」という会話が入っている。シングルバージョンは『Singles』にてアルバム初収録となった。
2022年11月28日にこのシングルは、ヤマハミュージックコミュニケーションズにより、ジャケット画像はEPレコード盤でデジタル・ダウンロード配信された。

## 収録曲

### EPレコード / 8cmCD
| 全作詞・作曲: 中島みゆき。 |                            |            |            |          |
| #                          | タイトル                   | 作詞       | 作曲・編曲 | 編曲     |
| 1.                         | 「やまねこ」               | 中島みゆき | 中島みゆき | 船山基紀 |
| 2.                         | 「シーサイド・コーポラス」 | 中島みゆき | 中島みゆき |          |

### CT
| 全作曲: 中島みゆき、全編曲: 船山基紀。 |                                    |            |            |
| #                                      | タイトル                           | 作詞       | 作曲・編曲 |
| 1.                                     | 「やまねこ」                       | 中島みゆき | 中島みゆき |
| 2.                                     | 「やまねこ」(オリジナル・カラオケ) |            | 中島みゆき |

| 全作曲: 中島みゆき。 |                                                  |            |            |
| #                    | タイトル                                         | 作詞       | 作曲・編曲 |
| 1.                   | 「シーサイド・コーポラス」                       | 中島みゆき | 中島みゆき |
| 2.                   | 「シーサイド・コーポラス」(オリジナル・カラオケ) |            | 中島みゆき |

## 楽曲の収録アルバム
- 36.5℃ (#1,2 #2はアルバムバージョン)
- 歌暦 (#1, ライブバージョン)
- Singles (#1,2)
- 中島みゆき CDV GOLD (#1)
- 中島みゆき BEST SELECTION II (#1)
- 中島みゆきConcert「一会」2015〜2016-LIVE SELECTION- (#1, ライブバージョン)

## カバー
やまねこ
- カレン・トン（湯寶如）（「絕對是個夢」のタイトルで広東語カバー。1992年10月、アルバム『First Love』に収録）
- 工藤静香（2008年8月、アルバム『MY PRECIOUS -Shizuka sings songs of Miyuki-』に収録）